# 川内市警察
川内市警察（せんだいしけいさつ）は、かつて存在した鹿児島県川内市（現・薩摩川内市）の自治体警察。

## 歴史
警察法の施行に伴い従来の鹿児島県警察部が解体され、1948年（昭和23年）3月7日に川内市警察が設置された。庁舎は国家地方警察鹿児島県本部薩摩地区警察署と同居していた。
1954年（昭和29年）に新警察法が公布された。これにより国家地方警察と自治体警察が廃止され、新たに都道府県警察として鹿児島県警察本部が発足。川内市警察も同年7月に鹿児島県警察に統合され、姿を消した。

## 組織
「川内市史 下巻」によれば、1950年（昭和25年）5月時点の組織は以下のとおりである。
- 川内市公安委員会
  - 警察長
    - 警務課
    - 刑事課
    - 警ら隊（派出所、駐在所）